# سرخس ثلاثي الأسنان
سرخس ثلاثي الأسنان (الاسم العلمي:Polypodium tridens) هو نوع نباتي يتبع جنس السرخس من فصيلة السرخسية.